# 梶谷景美
梶谷 景美（かじたに あきみ、1968年12月8日 - ）は日本プロポケットビリヤード連盟所属のプロポケットビリヤード選手（第24期生）。大阪府出身。コスモスポーツ専属。国内にはもはや敵なしと言われ、「(日本の)女王」と呼ばれる。愛称は「あき姉」。

## 来歴・人物
18歳にビリヤードを始め、大阪の名門と呼ばれる「ビリヤード嶋崎」に勤めながら技術を磨く。師匠はビリヤードの草分け的存在と言われる嶋崎義光。1990年にプロへ転向、1992年には全日本選手権で優勝を果たす。以降、10年以上に渡って国内プロランキングではほぼ1位を維持し続ける。
1998年に上京し、東京を拠点に活動開始。1999年2月からコスモスポーツの専属契約スタッフとなった。 同年は全日本選手権、ジャパンオープンを同時制覇、アムウェイカップ3位、アジア選手権準優勝などの主要なビッグタイトルを獲得しただけに留まらず、国内のタイトルを総なめにしたことから梶谷イヤーと形容された。以降、ジャパンオープンでは史上初となる3連覇を達成、世界を狙える選手として期待されている。

## 主な成績
- 1992年
  - 全日本選手権 優勝
- 1997年
  - 世界ナインボール選手権 3位
  - ジャパンオープン 優勝
  - アジア選手権 準優勝
  - 全日本女子オープン 優勝
  - ハスラーレディースオープン 優勝
  - 九州レディースオープン 優勝
- 1998年
  - アムウェイカップ 3位
  - オータムクィーンズオープン 優勝
  - 九州レディースオープン 優勝
- 1999年
  - アムウェイカップ 3位
  - アジア選手権 準優勝
  - 全日本選手権 優勝
  - ジャパンオープン 優勝
  - スプリングクィーンズオープン 優勝
  - オータムクィーンズオープン 優勝
  - 東西合同女子オープン 優勝
  - 北陸オープン 優勝
- 2000年
  - ジャパンオープン 優勝
  - ハスラーレディースオープン 優勝
  - サマークィーンズオープン 優勝
  - オータムクィーンズオープン 優勝
  - 北陸オープン 優勝
  - 九州レディースオープン 優勝
- 2001年
  - ジャパンオープン 優勝
  - 読売オープン 優勝
  - 関東レディースオープン 優勝
  - スプリングクィーンズオープン 優勝
  - オータムクィーンズオープン 優勝
  - セントラルレディースオープン 優勝
- 2002年
  - セントラルレディースオープン 優勝
  - 北陸オープン 優勝
- 2003年
  - 東海ナインボールグランプリ 優勝
  - 北陸オープン 優勝
  - オータムクィーンズオープン 優勝
- 2004年
  - 全日本選手権 優勝
  - 関西レディースナインボールオープン 優勝
  - 関東レディースオープン 優勝
- 2005年
  - 東海ナインボールグランプリ 優勝
  - 中国レディースオープン 優勝
- 2006年
  - 世界ナインボール選手権 3位
  - 全日本女子オープン 優勝
  - セントラルレディースオープン 優勝
- 2007年
  - 東海ナインボールグランプリ 優勝
  - 北陸オープン 優勝
  - 九州レディースオープン 優勝
  - オータムクィーンズオープン 優勝
- 2008年
  - ジャパンオープン　準優勝
  - 日本ランキング3位
- 2009年
  - 女子テンボール世界選手権　3位
  - セントラルレディースオープン　優勝
  - 全日本女子プロツアー第5戦　優勝
  - 全日本女子プロツアー第6戦　優勝
  - 九州レディースオープン　優勝
  - 日本ランキング1位
- 2010年
  - 関西レディースナインボールオープン　優勝
  - アジア大会・日本代表
  - 日本ランキング2位
- 2011年
  - 関東レディースオープン　優勝
  - 全日本選手権　3位タイ
  - 日本ランキング2位
- 2012年
  - ジャパンオープン　優勝
  - 女子テンボール世界選手権日本予選会・優勝（1名枠）
- 2013年
  - 全日本女子プロツアー第1戦　優勝
  - 関東レディースオープン　準優勝
  - 全日本選手権 優勝
- 2014年
  - 関東レディースオープン　準優勝
  - 東海レディースグランプリ　優勝
- 2015年
  - 大阪クィーンズオープン　準優勝
  - 東海レディースグランプリ　準優勝
  - 全日本女子プロツアー第2戦　準優勝
- 2016年
  - 全日本女子プロツアー第2戦　優勝
  - 全日本女子プロツアー第3戦　準優勝

## メディア出演

### TV
- Movin' you.(2002年4月12日放送、対談：水沼貴史(元サッカー日本代表選手))
- 趣味悠々

### DVD
- 趣味悠々 梶谷景美のビリヤード入門
- 梶谷景美のレッスン 初めてのビリヤード

### ゲーム
- 撞球 ビリヤードマスター2